# Strange Times
Strange Times es el decimoquinto álbum de estudio de la banda británica The Moody Blues, publicado el 17 de agosto de 1999 en los Estados Unidos y el 13 de septiembre de 1999 en el Reino Unido a través de Universal Music Group. El álbum se convirtió en un éxito comercial moderado, alcanzando el puesto #92 en el UK Albums Chart y el #93 en el Billboard 200.

## Lista de canciones
| Lista de canciones de Strange Times |                                    |                     |          |  |
| N.º                                 | Título                             | Escritor(es)        | Duración |  |
| 1.                                  | «English Sunset»                   | Justin Hayward      | 5:05     |  |
| 2.                                  | «Haunted»                          | Hayward             | 4:31     |  |
| 3.                                  | «Sooner or Later (Walkin' on Air)» | Hayward, John Lodge | 3:50     |  |
| 4.                                  | «Wherever You Are»                 | Lodge               | 3:35     |  |
| 5.                                  | «Foolish Love»                     | Hayward             | 3:56     |  |
| 6.                                  | «Love Don't Come Easy»             | Lodge               | 4:33     |  |
| 7.                                  | «All That Is Real Is You»          | Hayward             | 3:33     |  |
| 8.                                  | «Strange Times»                    | Hayward, Lodge      | 4:29     |  |
| 9.                                  | «Words You Say»                    | Lodge               | 5:31     |  |
| 10.                                 | «My Little Lovely»                 | Ray Thomas          | 1:45     |  |
| 11.                                 | «Forever Now»                      | Lodge               | 4:37     |  |
| 12.                                 | «The One»                          | Hayward, Lodge      | 3:39     |  |
| 13.                                 | «The Swallow»                      | Hayward             | 4:58     |  |
| 14.                                 | «Nothing Changes»                  | Graeme Edge         | 3:32     |  |

## Créditos
Créditos adaptados desde las notas del álbum.
The Moody Blues
- Justin Hayward – voz principal y coros, guitarra
- John Lodge – voz principal y coros, bajo eléctrico, guitarra
- Ray Thomas – coros, flauta, pandereta
- Graeme Edge – batería, percusión, coros

Músicos adicionales
- Danilo Madonia – teclado, órgano, orquestación

## Posicionamiento
| Gráficas (1999)                | Pico de posición |
| ------------------------------ | ---------------- |
| Reino Unido (UK Albums Chart)  | 92               |
| Estados Unidos (Billboard 200) | 93               |